# Рістіссоо
Рі́стіссоо (ест. Ristissoo, Ristisoo) — природне озеро в Естонії, у волості Ляене-Сааре повіту Сааремаа.

## Розташування
Рістіссоо належить до Західно-острівного суббасейну Західноестонського басейну.
Озеро лежить на південь від села Кууснимме.
Акваторія водойми входить до складу національного парку  Вільсанді.

## Опис
Загальна площа озера становить 11 га. Довжина — 600 м, ширина — 300 м. Найбільша глибина — 1 м. Довжина берегової лінії — 2 620 м.